# Cinnyris ursulae
Cinnyris ursulae е вид птица от семейство Nectariniidae. Видът е почти застрашен от изчезване.